# Rybny Potok (dopływ Soły)

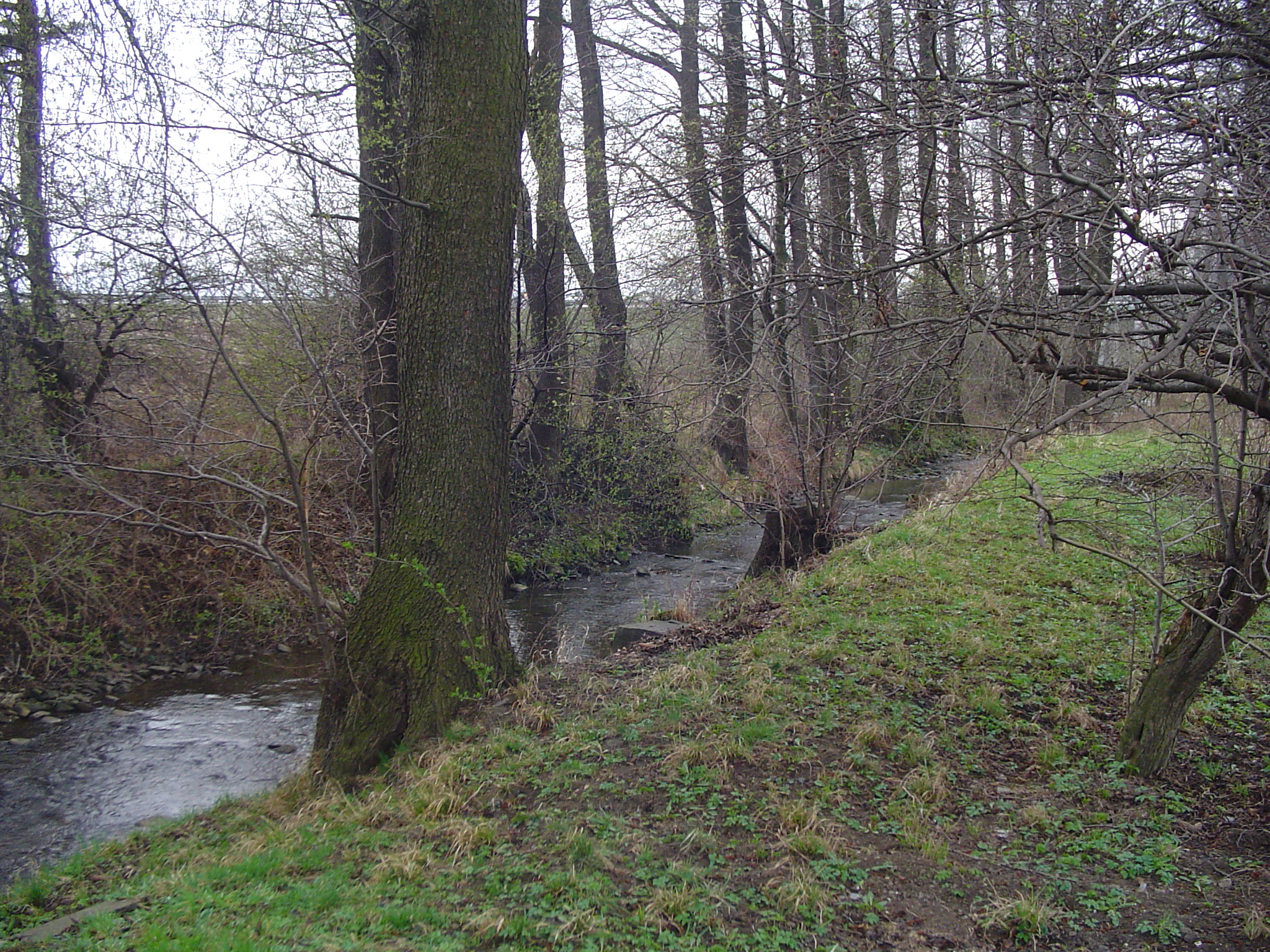
Rybny Potok ok. 500 m przed ujściem do Soły

Rybny Potok lub Rybny – potok, który powstaje z połączenia wód dwóch innych mniejszych potoków – Czerwonej Wody oraz Glinnego. Płynie on w granicach sołectw Radziechowy i Wieprz (Radziechowy-Wieprz), stanowiąc dla nich równocześnie naturalną granicę z Żywcem (na odcinku wzdłuż sołectwa Wieprz). Potok uchodzi do Soły niedaleko Browaru Żywieckiego.
Z rzadkich w Polsce gatunków roślin nad brzegami Rybnego Potoku rośnie tojad morawski.